# Andrew Cowan
Pour les articles homonymes, voir Cowan.
Andrew Cowan, né le 13 décembre 1936 à Duns et mort le 15 octobre 2019, est un pilote de rallye et rallycross écossais, dont la réputation s'est essentiellement établie à la suite de ses succès en rallye-raids internationaux lors des années 1960 et 1970.

## Biographie
Jeune fermier, il a grandi à Duns, dans les Scottish Borders, longtemps ami d'enfance de Jim Clark, du même âge que lui.
Durant les années 1950, les deux jeunes pilotes furent des membres actifs du Berwick and District Motor Club local.
Cowan débuta réellement en compétitions au RAC Rally de 1960 (43e/200) avec sa Sunbeam Rapier, et devint pilote professionnel pour Rootes Group sur Mitsubishi en 1963, après ses deux succès consécutifs au rallye d'Écosse.

Il a participé au total à 18 courses du WRC sur Mitsubishi, de 1973 à 1981 (début et fin : au RAC Rally), engrangeant 28 points, pour 2 podiums au rallye du Kenya.

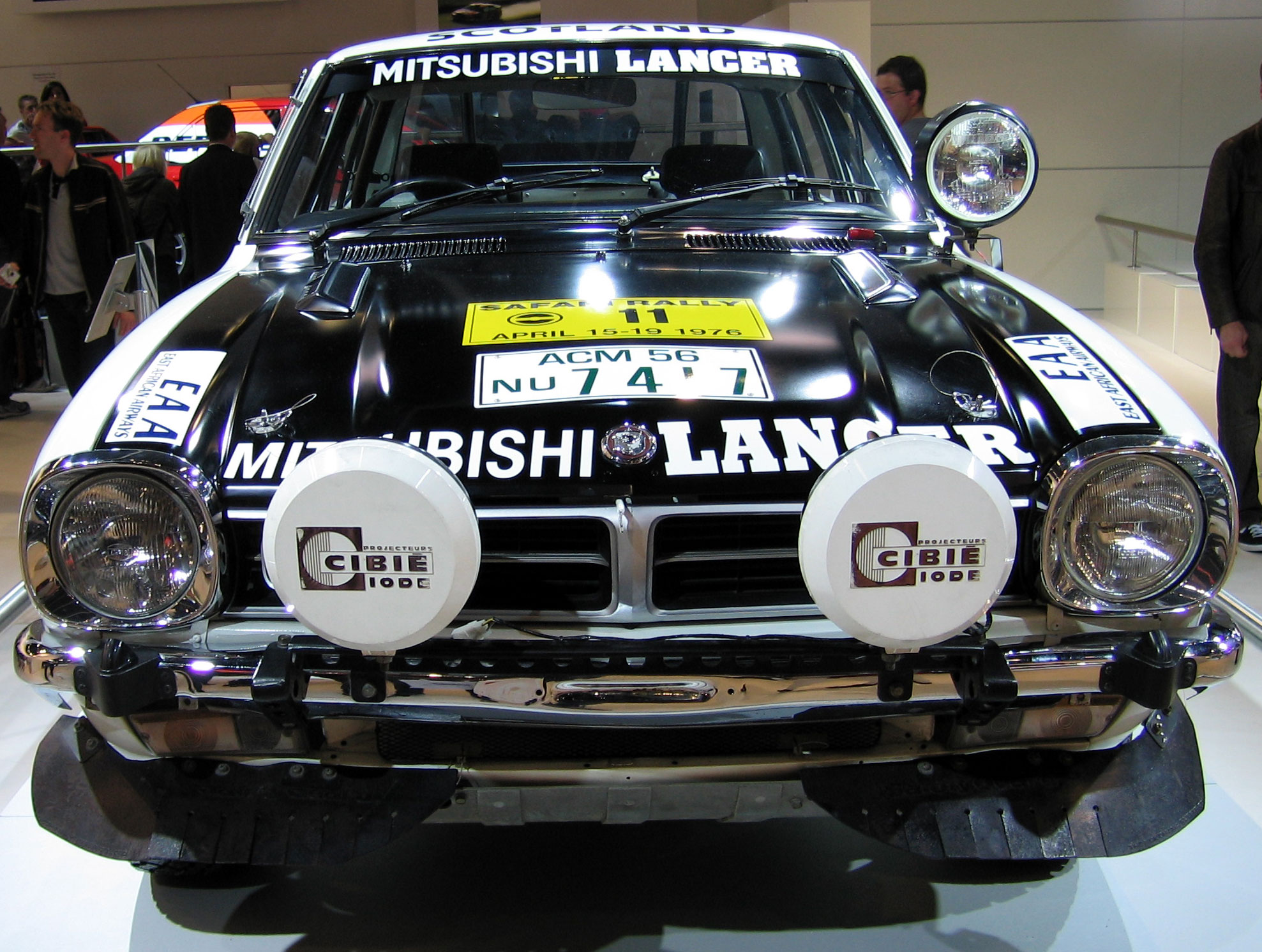
Même véhicule, vu de face.

En 1983, il fonde la société Andrew Cowan Motorsports (ACMS) Ltd basée à Rugby (Warwickshire), pour la commercialisation de véhicules Mitsubishi dans les îles britanniques. Ralliart Europe vient de s'établir sur le vieux continent sous cette appellation. Grâce à l'importation de ses véhicules japonais, Tommi Mäkinen est quatre fois consécutivement Champion du monde des rallyes, de 1996 à 1999, et la marque est également championne du monde en 1998.
Cownan quitte sa société à 69 ans, en 2005, deux ans après le retrait officiel de Mitsubishi des compétitions mondiales de rallyes à ses côtés.
Il s'est retiré auparavant personnellement de la compétition en 1990, à 54 ans mais il a encore toutefois participé en 2008 au Colin McRae Forest Stages Rally, course incluse au championnat écossais cette année-là (pilote aux obsèques duquel il participa, en 2007).
Il a été le Président du Berwick & District Motor Club, club organisateur d'un rallye du BRC (vice-présidente Louise Aitken-Walker elle aussi originaire d'une ferme de Duns).

## Palmarès

### Titre
- Champion d'Écosse des rallyes: 1976, sur Colt Lancer ;

### Victoires
- 1962 et 1963: Rallye d'Écosse, sur Sunbeam Rapier ;
- 1964: Tour de France automobile en catégorie Tourisme associé à son compatriote Peter Procter, sur Ford Mustang ;
- 1968 et 1977: Rallye-marathon Londres-Sydney, sur Hillman Hunter (Rootes Arrow/Chrysler), puis sur Mercedes-Benz W123 ;
- 1969 et de 1972 à 1976: six Rallyes-cross d'Australie du Sud (Southern Cross Rally), 1 sur Austin 1800 et 5 sur Mitsubishi Lancer 1600 GSR - recordman des victoires dans cette épreuve ;
- 1972 et 1976: Rallye de Nouvelle-Zélande, sur BLMC Mini 1275 GT, puis Hillman Avenger (copilote Jim Scott, à deux reprises (hors WRC alors)) ;
- 1977: 9e Rallye Côte d'Ivoire Bandama, sur Mitsubishi Colt Lancer 1600 GSR (copilote Johnstone Syer) (hors WRC - FIACD) ;

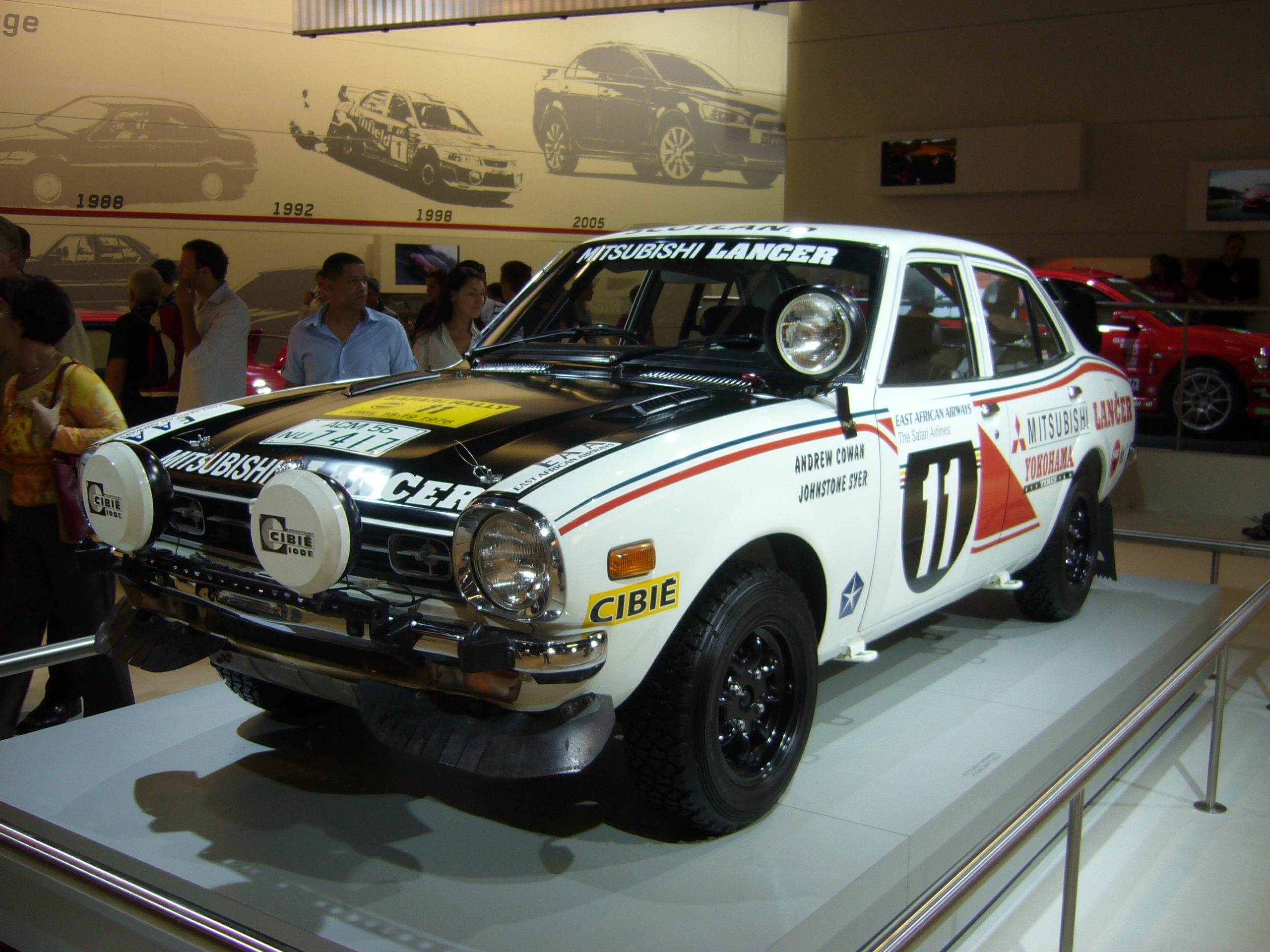
Même véhicule de trois-quart.

- 1978: Rallye-marathon d'Amérique du Sud (rallye-raid le plus long du monde, sur plus de 20 000 miles) ;
  - 3e du rallye du Kenya en 1976 ;
  - 3e du rallye de Côte d'Ivoire Bandama en 1979 ;
  - 4 fois dans les 4 premiers du Rallye Safari du Kenya, sur 5 années consécutives ;
  - 5e du RAC rally en 1970.

#### Rallye-raidParis-Dakar
- 11e du classement général en 1983, avec Malkin sur Mitsubishi ;
- 3e du classement général en 1984, avec Syer sur Mitsubishi ;
- 9e étape spéciale Dirkou-Iferouane et 17e étape Kedougou-Tambacounda de l'édition 1985, avec Syer sur Mitsubishi (2e au général) ;
- Dernière étape Niamey-Gourma (la 13e) avant la tragédie du 14 janvier 1986 (*), avec Syer sur Mitsubishi (5e au général) ;
- Vainqueur du prologue Cergy-Pontoise en 1987 avec Syer sur Mitsubishi (8e au général).

## Récompenses et distinctions
- 1977 : Driver of the Year Award, par la British Guild of Motoring Writers ;
- 1977 : Jim Clark Memorial Trophy, pour ses résultats automobiles par un pilote écossais ;
- 1977 : John Cobb Trophy, par le British Racing Drivers' Club, pour sa carrière ;
- 2013 : membre du Rally Hall of Fame (quatrième promotion).